# Борек-Великопольський
Борек Великопольський (пол. Borek Wielkopolski, нім. Borken) — місто в західній Польщі.

## Демографія
Демографічна структура станом на 31 березня 2011 року:
|          | Загалом | Допрацездатний вік | Працездатний вік | Постпрацездатний вік |
| -------- | ------- | ------------------ | ---------------- | -------------------- |
| Чоловіки | 1248    | 274                | 866              | 108                  |
| Жінки    | 1257    | 246                | 786              | 225                  |
| Разом    | 2505    | 520                | 1652             | 333                  |